# Heynsdalebos
Het Heynsdalebos of Heynsdaelebos is een natuurgebied van ongeveer 30 ha groot in de Vlaamse Ardennen op de grens van Ronse met Kluisbergen. Het ligt in de buurt van andere bossen in de bossengordel van de Vlaamse Ardennen, waaronder Hotond-Scherpenberg, Helling van Kraai en Kluisbos. Het gebied maakt deel uit van het Vlaams Ecologisch Netwerk en is Europees beschermd als onderdeel van Natura 2000-gebied Bossen van de Vlaamse Ardennen en andere Zuid-Vlaamse bossen (BE2300007). Het Heynsdaelebos bestaat vooral uit beuk met op de steilere hellingen ook zomereik, gewone es en zoete kers.  In het voorjaar bloeit de wilde hyacint; er komen ook 45 soorten paddenstoelen voor. Er leeft onder andere glanskop, bosuil, boomklever, rosse vleermuis, vermiljoenkever,... Het bos is niet vrij toegankelijk.

## Afbeeldingen

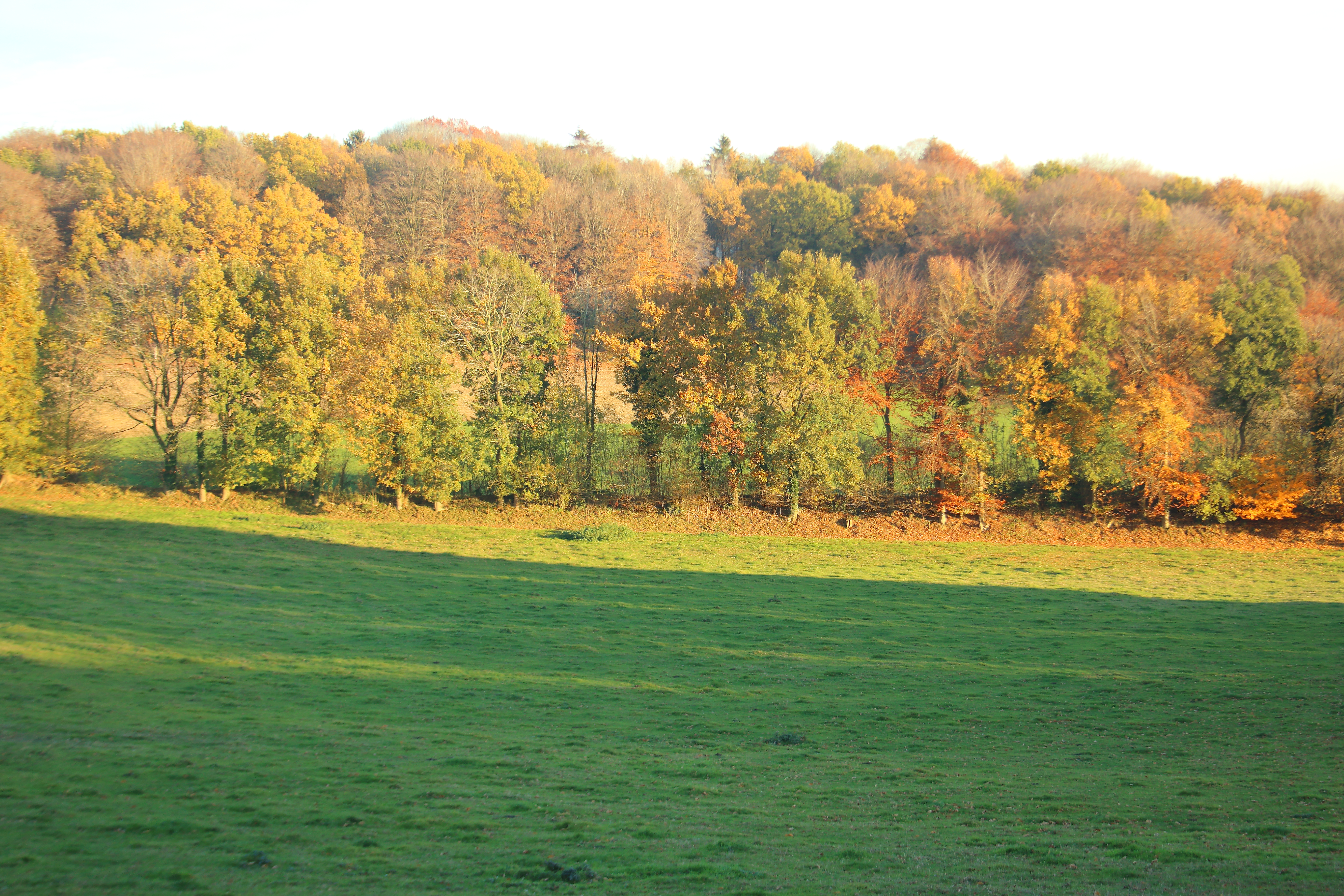
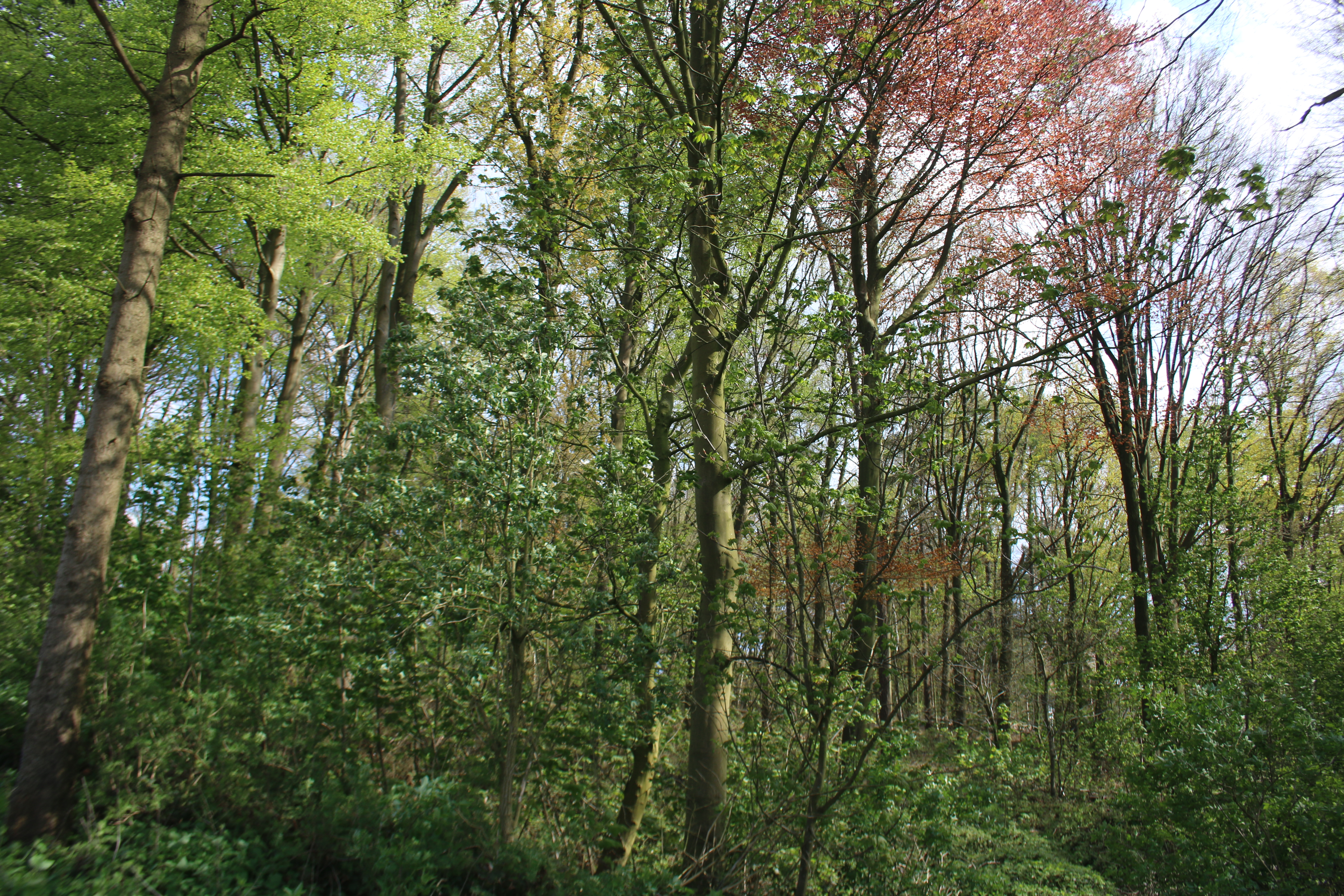
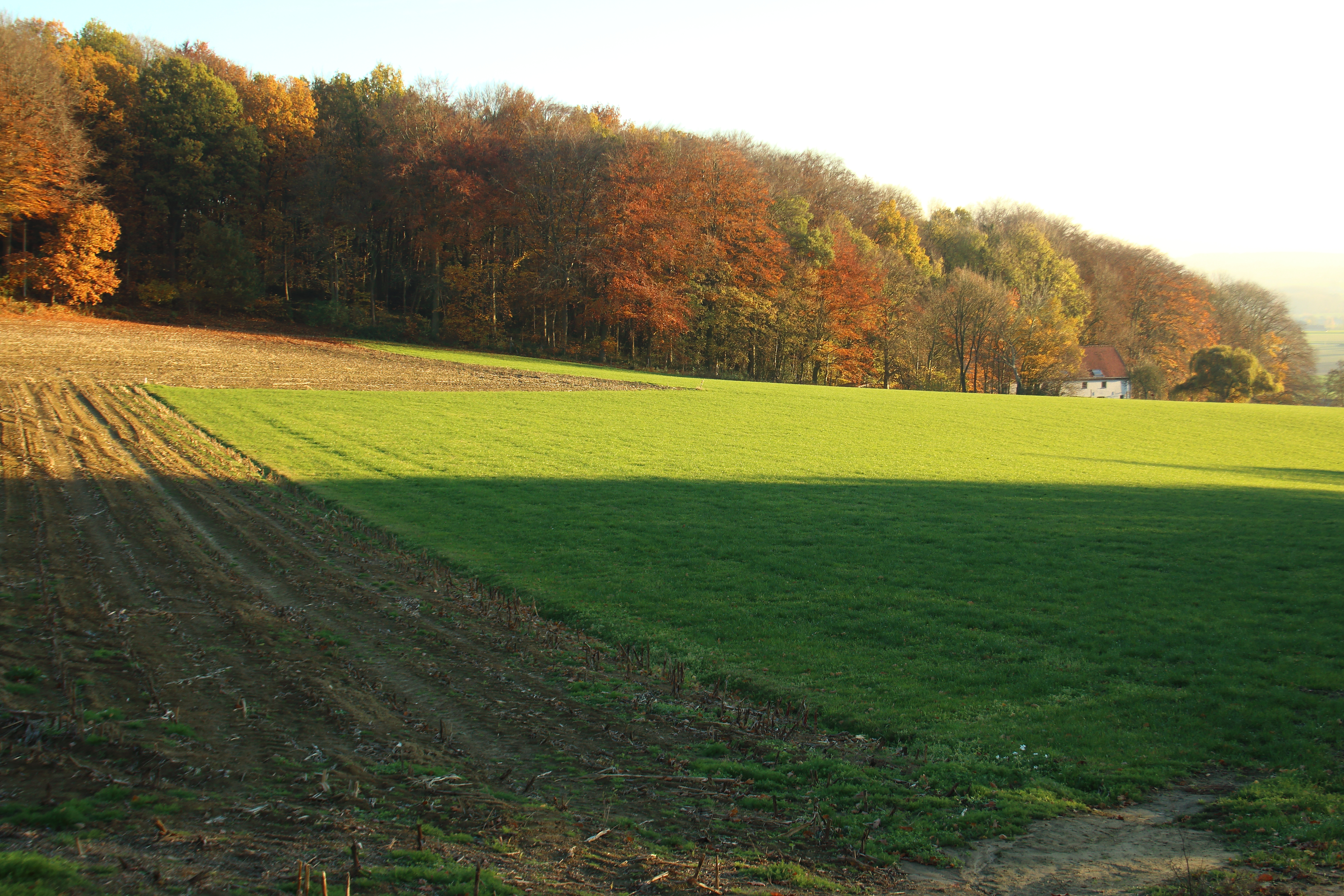
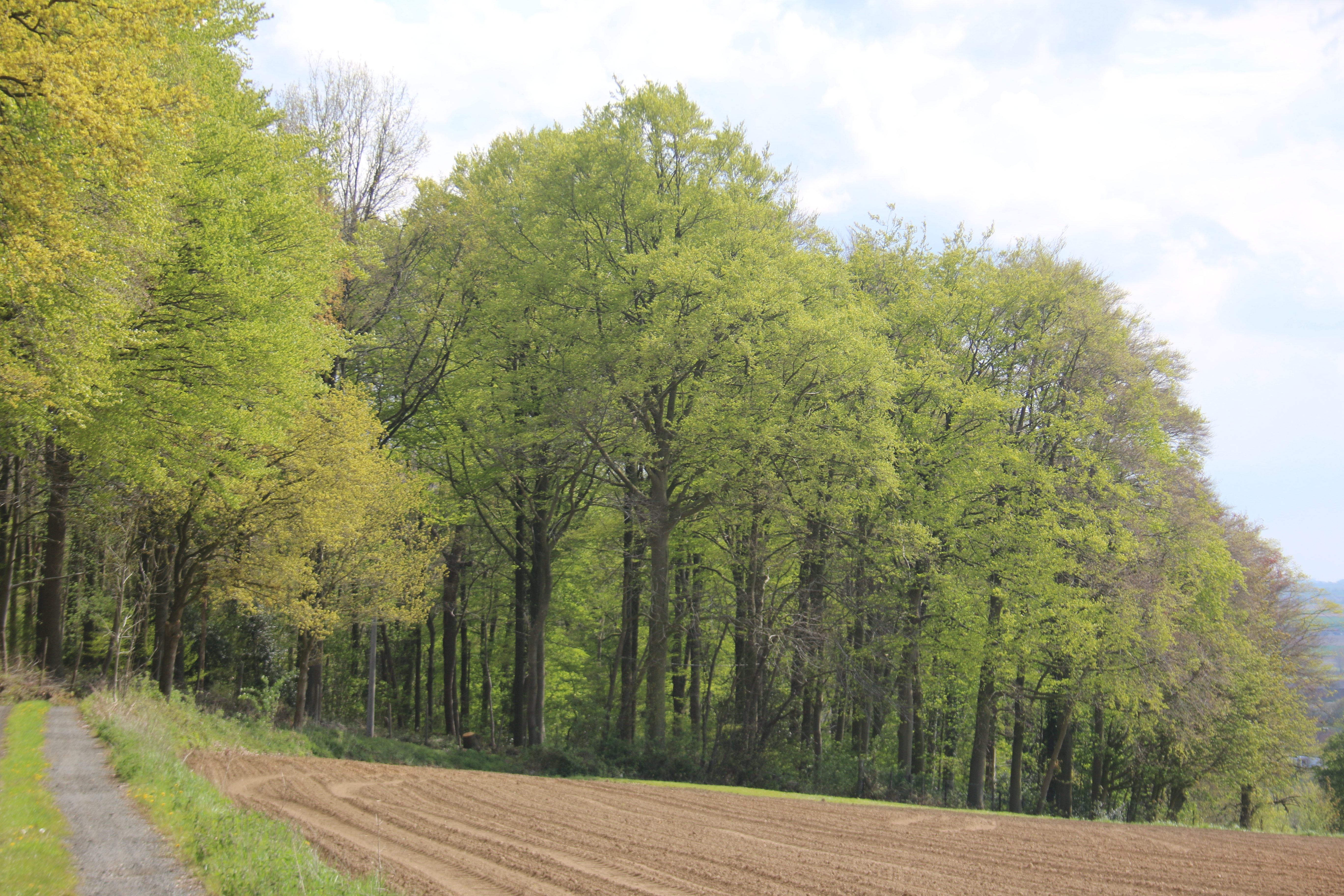